# Ebba Kellmodin
Ebba Amalia Kellmodin, född 9 april 1838 i Göteborg, död 22 juni 1911 i Göteborg, var en svensk konstnär. Hon var främst verksam som landskapsmålare.
Hon var dotter till postmästaren Abelard Kellmodin och Margareta Ulrika Innes.
Ebba Kellmodin studerade vid Slöjdskolan i Stockholm, och var också elev hos Tore Billing och Per Daniel Holm. Hon var bosatt i Vittangi i Lappland mellan 1882 och 1886, något som påverkade hennes konst, då flera av hennes mest kända tavlor har just Lapplandsmotiv. 
Bland hennes mest kända bilder märks Norrsken med rimfrost, När solen är borta och Ljus natt, alla med motiv från Lappland. Hon medverkade bland annat i Konstföreningen för södra Sveriges utställning 1879 och i Göteborgs konstförenings utställning i Göteborg 1891.
Kellmodin är representerad vid Nationalmuseums gravyravdelning med en landskapsteckning.